# Trecastagni
Trecastagni (tiếng Sicilia: Tricastagni) là một đô thị ở tỉnh Catania trong vùng Sicilia, có khoảng cách khoảng 160 km về phía đông nam của Palermo và cách khoảng 11 km về phía bắc của Catania. Tại thời điểm ngày 31 tháng 12 năm 2004, đô thị này có dân số 8.936 người và diện tích là 19,0 km².
Trecastagni giáp các đô thị: Pedara, San Giovanni la Punta, Viagrande, Zafferana Etnea.